# ناش (رودبار)
ناش روستایی زيبا از توابع بخش خورگام شهرستان رودبار در استان گیلان ایران است.

## جمعیت
این روستا در دهستان خورگام قرار داشته و براساس سرشماری سال 1400 جمعیت آن 550 نفر (480خانوار) بوده‌است.

## مردم
مردم روستای ناش از قوم دیلم هستند و زبان‌شان گالشی و تات . است. به گفته محققین تات در زبان اهالی گیلان به معنی بومی، روستایی و یکجانشین می‌باشد و منظور از تات همان قوم گیلک است و منظور از زبان تاتی همان زبان گیلکی می‌باشد.